# Quxi, Fujian
Quxi är en socken i sydöstra Kina. Den ligger i Liancheng härad i staden Longyan i provinsen Fujian, omkring 240 kilometer väster om provinshuvudstaden Fuzhou. Antalet invånare är 3 463. Befolkningen består av 1 620 kvinnor och 1 843 män. Barn under 15 år utgör 14,0 %, vuxna 15-64 år 71 %, och äldre över 65 år 13,0 %.